# Kim Dae-mun
Kim Dae-mun (김대문) est un lettré coréen de l’époque Silla. Il est l’auteur de plusieurs livres dont le Hwarang segi.